# La Monnerie-le-Montel
La Monnerie-le-Montel település Franciaországban, Puy-de-Dôme megyében. Lakosainak száma 1624 fő (2022. január 1.). La Monnerie-le-Montel Celles-sur-Durolle, Palladuc, Saint-Rémy-sur-Durolle és Thiers községekkel határos.

## Népesség
A település népességének változása:
| Lakosok száma | 1851 | 1772 | 1722 | 1703 | 1685 | 1669 | 1639 | 1624 |
|               | 2013 | 2015 | 2017 | 2018 | 2019 | 2020 | 2021 | 2022 |